# Walter Buch
Pour les articles homonymes, voir Buch.
Walter Buch, né le 24 octobre 1883 à Bruchsal et mort par suicide le 12 novembre 1949 à Schondorf am Ammersee, est un juge de la cour suprême du parti nazi.

## Biographie
Walter Buch va à l'école primaire de Bruchsal de 1890 à 1902. Après ses études, il rejoint en 1902 comme formateur le 6e régiment d'infanterie de Baden à Constance. À partir de 1914, il participe à la Première Guerre mondiale comme officier de carrière.
En 1922, il devient membre du parti nazi et chef de la section de la SA de Nuremberg en août 1923. Devenu juge suprême du NSDAP, il publie en 1940 un texte particulièrement édifiant sur son implication dans la campagne antisémite du régime nazi : 
« Pourquoi avons-nous combattu, accepté les besoins et les privations, pourquoi donc les hommes courageux de la SA et de la SS, les garçons de Hitler sont-ils tombés, si ce n'est pour qu'un jour le peuple allemand puisse commencer sa lutte de libération contre ses oppresseurs juifs ? Nous sommes à présent plongés dans cette lutte (...). Ni les Juifs ni les francs-maçons ne finiront la guerre avec des traités porteurs de nouveaux malheurs. La victoire sera atteinte par Adolf Hitler et apportera à l'Europe la paix qui ôtera à jamais au sous-homme Juif la possibilité de décomposer les hommes et les peuples et de jouer les uns contre les autres. »
Dans un autre écrit plus ancien, il avait déjà affirmé : 
« Le nazisme l'a reconnu, le Juif n'est pas un être humain. C'est un phénomène de putréfaction. »
Le 30 avril 1945, Walter Buch est capturé par les troupes américaines. Il est maintenu en détention de mai à août 1945 au camp de prisonniers 32 à Mondorf (camp Ashcan), au Luxembourg. Il subit de nombreux interrogatoires par les services secrets américains et est entendu comme témoin au procès de Nuremberg.
Dans le cadre de la dénazification, Buch est condamné en août 1948 par un tribunal de Garmisch-Partenkirchen à cinq ans de travail forcé. Il fait appel en juillet 1949 ; sa peine est confirmée mais réduite à 3 ans et demi. Enfermé depuis 1945, il est libéré.
Environ 6 semaines plus tard, Walter Buch se suicide en s'entaillant les poignets.

## Vie privée
Buch se marie en 1908 ou 1909. Il a 2 filles et 2 fils.
Sa fille Gerda (qui s'est mariée à Martin Bormann) est morte en mars 1946 et sa femme en octobre 1944.
Il est le grand-père de Martin Bormann junior (1930-2013), théologien.